# Philippe Vernet
Philippe Vernet (nascido em 19 de maio de 1961) é um ex-ciclista francês que participou nos Jogos Olímpicos de Verão de 1984 em Los Angeles, onde terminou em quarto lugar na corrida de velocidade no ciclismo de pista.